# Гора «Лисоня»
Гора́ «Лисо́ня» — ботанічний заказник місцевого значення в Україні. Розташований у межах Тернопільського району Тернопільської області, на північ від села Потутори. 
Площа — 3 га. Створений рішенням № 189 виконавчого комітету Тернопільської обласної ради від 30 серпня 1990 року. Перебуває у віданні: Шибалинська сільська рада. 
Статус присвоєно для збереження лучних та лучно-степових фітоценозів. Особливу цінність становить горицвіт весняний.

## Галерея

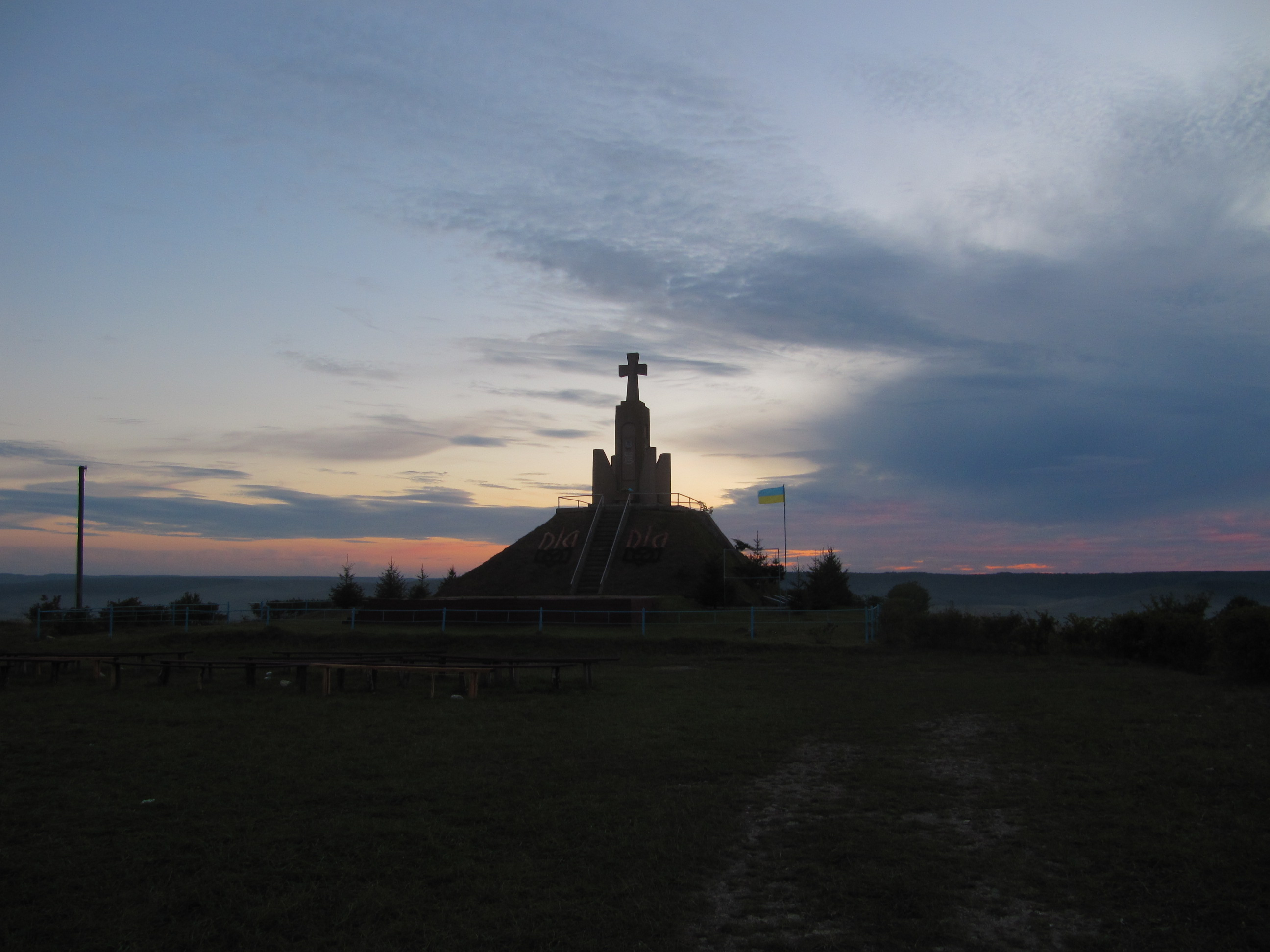
Гора Лисоня. Захід сонця
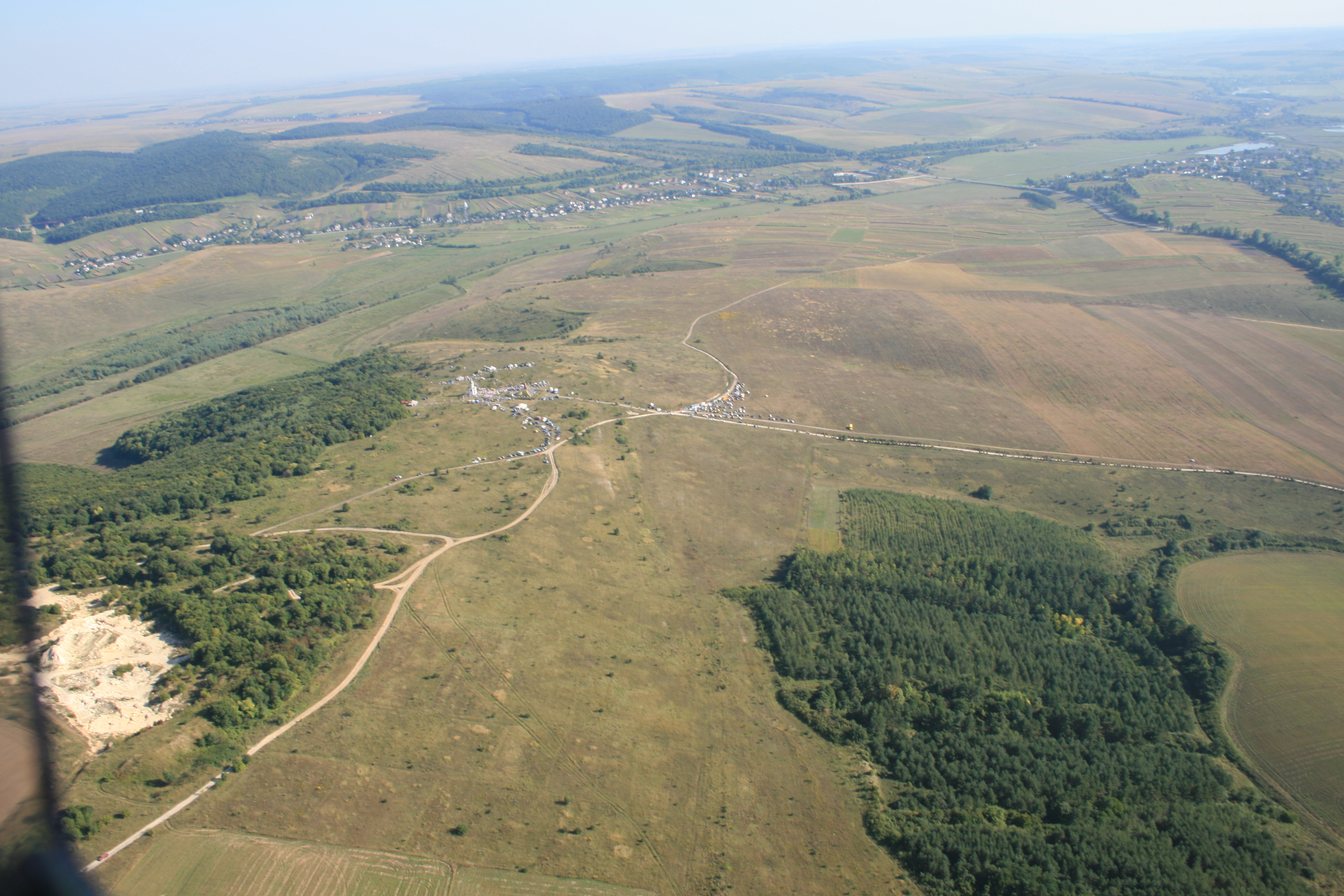
Гора Лисоня з параплану
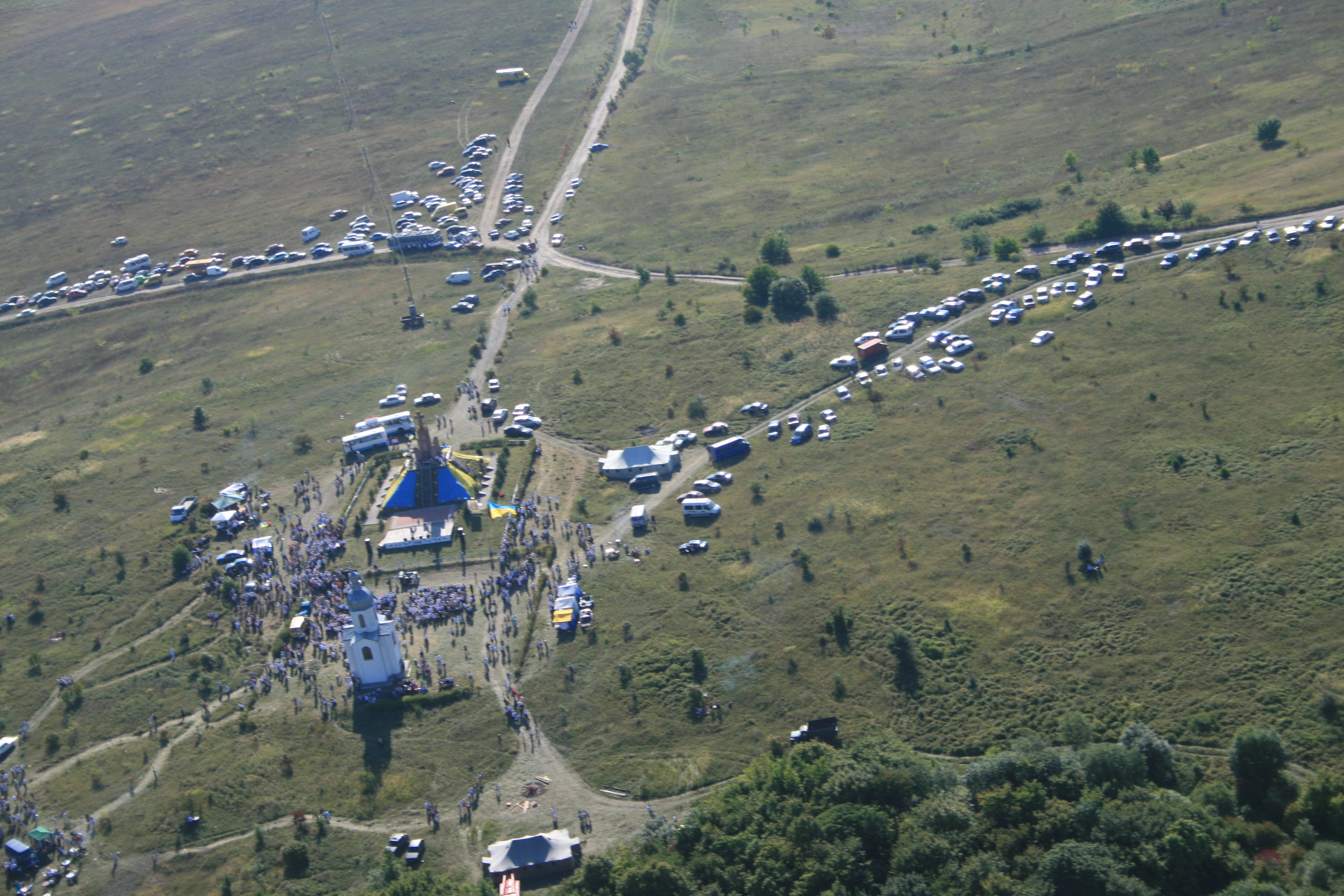
Фестиваль "Дзвони Лисоні"
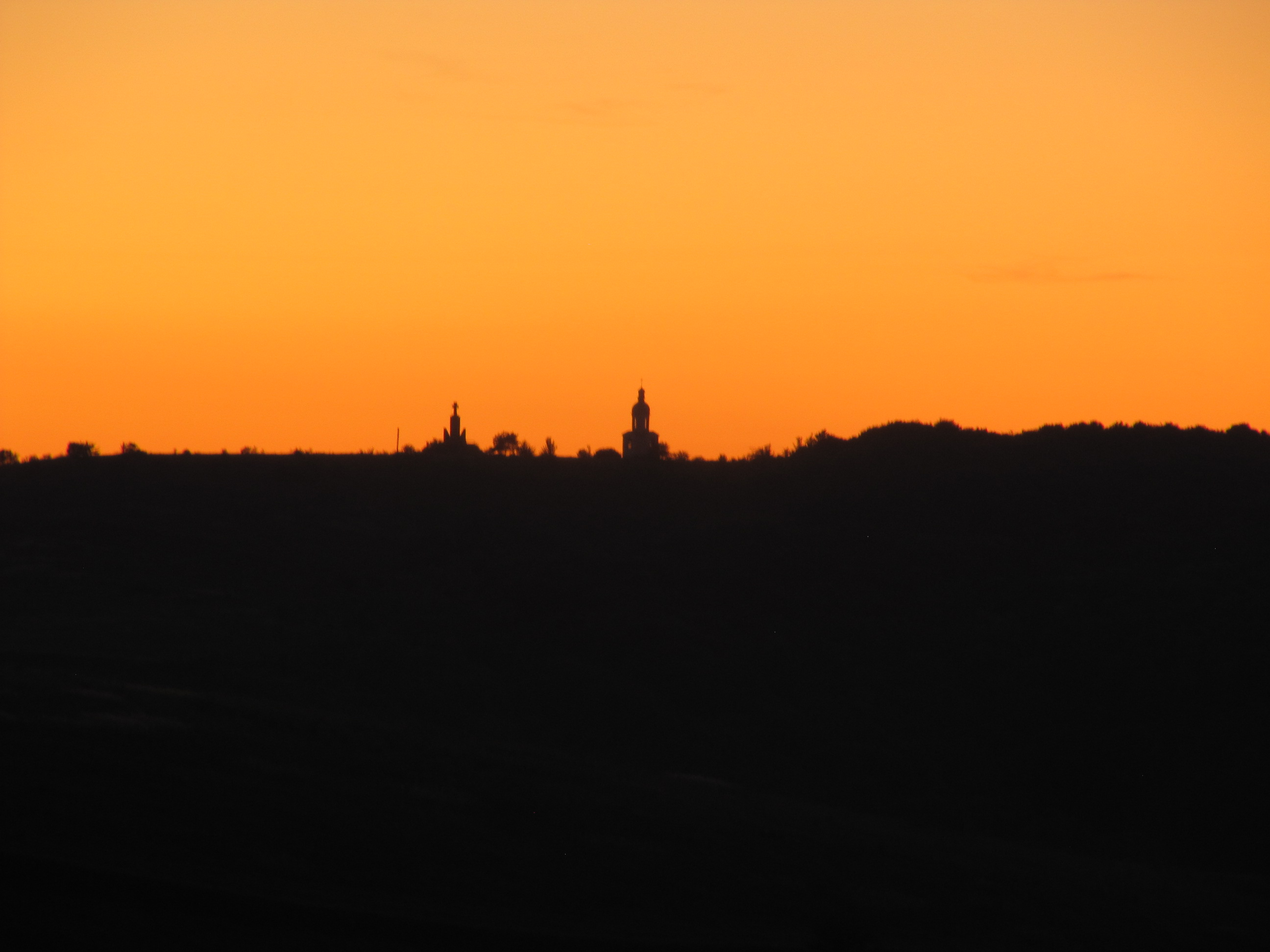
Гора Лисоня. Вечір